# 사회주택
다음은 사회주택에 관한 설명이다.

## 일반적 정의
국가 차원에서의 법률상 정의는 아직 없고, 일부 지자체가 조례로 사회주택을 정의하고 지원정책을 시행하고 있다. 현재 서울시 등은 특별히 사회주택 공급주체를 사회적경제 주체로 규정하고 있다.
호혜성에 기초하여 공공의 지원을 바탕으로 주거선택권을 확장하는 주택을 말한다. 비영리 또는 제한적 영리를 추구하는 민간 사회적경제 주체들에 의해 공급되고 운영되는 것이 특징이다.— 사회주택협회백서, 2017

### 광의의 사회주택
전세계적으로 사회주택(socialhousing)은 국가나 비영리단체가 소유하거나 관리하는 임대주택이며 저렴한 주택을 제공하기 위한 목적이나 다양한 사회적 가치를 담은 주택으로 포괄적으로 사용된다.
Social housing is an umbrella term referring to rental housing which may be owned and managed by the state, by non-profit organizations, or by a combination of the two, usually with the aim of providing affordable housing. Social housing can also be seen as a potential remedy to housing inequality.

### 협의의 사회주택
사회적경제주체가 사회적 가치 실현을 위하여 공공의 지원을 받아 시세보다 저렴하게 장기적으로 공급하는 임대주택. 공공임대주택을 제외하며 소득조건이 전제되는 경향이 있다.

## 법률적 정의

### 서울시 사회주택 지원조례 상의 정의
서울특별시 사회주택 활성화 지원 등에 관한 조례 [시행 2018.1.4.]
제2조(정의) “사회주택”이란 사회경제적 약자를 대상으로 주거관련 사회적 경제 주체에 의해 공급되는 임대주택 등을 말한다.
“사회경제적 약자” 「사회적기업 육성법」에 따른 취약계층, 「장애인·고령자 등 주거약자 지원에 관한 법률」의 주거약자, 공공임대주택 거주자, 무주택 세대구성원, 청년1인가구 등
“주거관련 사회적 경제 주체” 비영리법인, 공익법인, 협동조합(연합회), 사회적협동조합(연합회), (예비)사회적기업, 건설업, 부동산업 및 임대업, 전문, 과학 및 기술 서비스업(건축설계 및 관련 서비스업에 한함)에 해당하는 중소기업

### 시흥시 사회주택 지원조례 상의 정의
“시흥시 사회주택 지원에 관한 조례”[시행 2017.7.13.]
제2조(정의) “사회주택”이란 사회경제적 약자를 대상으로 주거관련 사회적경제 주체가 공급하는 임대주택 등을 말한다.
“사회경제적 약자” 「사회적기업 육성법」에 따른 취약계층, 「시흥시 주거복지 기본 조례」에 따른 주거약자, 청년 1인 가구 등
“주거관련 사회적경제 주체” 주거관련 사업을 시행하는 비영리법인, 공익법인, 협동조합, 사회적기업

### 민간임대주택 특별법 개정안 상의 정의
2004334 민간임대주택에 관한 특별법 일부개정법률안(윤관석의원 등 16인)
"사회임대주택은 소득·자산을 충족하는 취약계층을 대상으로 주택을 건설하거나 매입하여 30년 이상 임대하는 또는 임차하여 6년 이상 임대하는 민간임대주택으로 정의하며, 사회임대주택을 공급하였거나 하려는 사업자를 사회임대주택사업자로 정의함(안 제2조제1호, 제2조제3호의2 신설, 제2조제7호, 제2조제9호의2 신설).
※ 20대 국회 법사위에서 계류되어 자동폐기됨
※ 21대 국회에 들어 윤관석의원실과 국토교통부 간의 협의를 통해 새로 발의할 개정안을 조정하고 있음